# Schwarza (vattendrag i Österrike)
Schwarza är ett vattendrag i Österrike.   Det ligger i förbundslandet Niederösterreich, i den östra delen av landet, 60 km söder om huvudstaden Wien.
I omgivningarna runt Schwarza växer i huvudsak blandskog. Runt Schwarza är det ganska tätbefolkat, med 75 invånare per kvadratkilometer.